# قیرن
قیرن (به لاتین: Qırən یا کیرن Kirən یا کیران Kiran) یک منطقه مسکونی در جمهوری آذربایجان است که در شهرستان تووز واقع شده است. این روستا ۶۵۰ نفر جمعیت دارد.